# Брансон, Ти Джей
Тремари Джерелл Брансон (англ. Tremari Jerelle Brunson; 3 декабря 1997, Колумбия, Южная Каролина) — профессиональный американский футболист, выступающий на позиции лайнбекера. Играл в НФЛ в составе клуба «Нью-Йорк Джайентс». На студенческом уровне выступал за команду университета Южной Каролины. На драфте НФЛ 2020 года был выбран в седьмом раунде.

## Биография
Ти Джей Брансон родился 3 декабря 1997 года в Колумбии в Южной Каролине. В 2016 году он окончил старшую школу Ричленд Нортист, играл за её футбольную команду. Перед поступлением в университет ESPN ставил его на 40 место в рейтинге лучших молодых внутренних лайнбекеров в стране. После окончания школы Брансон поступил в университет Южной Каролины.

### Любительская карьера
В турнире NCAA Брансон дебютировал в 2016 году, сыграв в одиннадцати матчах на позиции лайнбекера и в составе специальных команд. В сезоне 2017 года он стал одним из основных игроков на своей позиции, проведя тринадцать игр и сделав 88 захватов. С тремя подобранными фамблами он стал лидером Юго-Восточной конференции.
Перед началом сезоне 2018 года он был выбран одним из капитанов команды. В тринадцати сыгранных матчах Брансон сделал 106 захватов, в том числе 10,5 с потерей ярдов. По обоим показателям он стал лидером «Геймкокс». По итогам года ему было присуждено несколько командных наград. В 2019 году Брансон сыграл в двенадцати матчах.

#### Статистика выступлений в NCAA
| Сезон | Команда                | Игры | Захваты | Захваты | Захваты | Захваты | Захваты | Перехваты | Перехваты | Перехваты | Перехваты | Перехваты | Фамблы | Фамблы | Фамблы | Фамблы |
| Сезон | Команда                | Игры | Solo    | Ast     | Tot     | Loss    | Sk      | Int       | Yds       | Y/R       | TD        | PD        | FR     | Yds    | TD     | FF     |
| ----- | ---------------------- | ---- | ------- | ------- | ------- | ------- | ------- | --------- | --------- | --------- | --------- | --------- | ------ | ------ | ------ | ------ |
| 2016  | Саут Каролина Геймкокс | 11   | 8       | 4       | 12      | 0,0     | 0,0     | 0         | 0         | 0,0       | 0         | 0         | 0      | 0      | 0      | 0      |
| 2017  | Саут Каролина Геймкокс | 13   | 53      | 35      | 88      | 4,5     | 2,0     | 0         | 0         | 0,0       | 0         | 0         | 3      | 0      | 1      | 0      |
| 2018  | Саут Каролина Геймкокс | 13   | 59      | 47      | 106     | 10,5    | 4,0     | 0         | 0         | 0,0       | 0         | 1         | 0      | 0      | 0      | 1      |
| 2019  | Саут Каролина Геймкокс | 12   | 44      | 33      | 77      | 6,0     | 0,0     | 1         | 5         | 5,0       | 0         | 5         | 1      | 0      | 0      | 0      |
| Всего | Всего                  | 49   | 164     | 119     | 283     | 21,0    | 6,0     | 1         | 5         | 5,0       | 0         | 6         | 4      | 0      | 1      | 1      |

### Профессиональная карьера
Перед драфтом НФЛ 2020 года аналитик сайта Bleacher Report Мэтт Миллер отмечал, что в период карьеры в колледже Брансон играл нестабильно как против паса, так и против выноса. К плюсам игрока он относил большой опыт выступлений в сильнейшей конференции студенческого футбола и хороший набор навыков пас-рашера. Минусами Миллер называл ошибки при захватах и в прикрытии, недостаточную длину рук для борьбы за спорные мячи. По его мнению, Брансон был способен пробиться в НФЛ за счёт характера и лидерских качеств, но без дальнейшего прогресса мог рассчитывать только на роль игрока резерва.
Брансон был выбран «Нью-Йорк Джайентс» в седьмом раунде. Он стал одним из трёх лайнбекеров, задрафтованных клубом в поздних раундах. В июле он подписал с «Джайентс» четырёхлетний контракт новичка. В сезоне 2020 года Брансон сыграл в регулярном чемпионате НФЛ пять матчей, сделав три захвата. Большую часть игрового времени он получал в составе специальных команд. В августе 2021 года в первой предсезонной игре он получил разрыв крестообразных связок колена и был внесён в список травмированных до конца сезона. В июне 2022 года клуб отчислил игрока. 

#### Статистика выступлений в НФЛ

##### Регулярный чемпионат
| Сезон | Команда           | Игры | Захваты | Захваты | Захваты | Захваты | Захваты | Перехваты | Перехваты | Перехваты | Перехваты | Перехваты | Фамблы | Фамблы | Фамблы | Фамблы |
| Сезон | Команда           | Игры | Solo    | Ast     | Tot     | Loss    | Sk      | Int       | Yds       | Y/R       | TD        | PD        | FR     | Yds    | TD     | FF     |
| ----- | ----------------- | ---- | ------- | ------- | ------- | ------- | ------- | --------- | --------- | --------- | --------- | --------- | ------ | ------ | ------ | ------ |
| 2020  | Нью-Йорк Джайентс | 5    | 2       | 1       | 3       | 0       | 0,0     | 0         | 0         | 0,0       | 0         | 0         | 0      | 0      | 0      | 0      |
| 2021  | Нью-Йорк Джайентс | —    | —       | —       | —       | —       | —       | —         | —         | —         | —         | —         | —      | —      | —      | —      |
| Всего | Всего             | 5    | 2       | 1       | 3       | 0       | 0,0     | 0         | 0         | 0,0       | 0         | 0         | 0      | 0      | 0      | 0      |